# Lillian Gertrud Asplund
Pour les articles homonymes, voir Asplund.
Lillian Gertrud Asplund (21 octobre 1906 – 6 mai 2006) était la dernière survivante de nationalité américaine du naufrage du Titanic.
Passagère de troisième classe, elle fit partie des rescapés du canot de sauvetage 15 avec sa mère Selma et son frère cadet Félix.

## Avant le naufrage
Lillian Asplund est native de Worcester, Massachusetts.
Venant de rendre visite à une aïeule (grand-mère de Lillian, alors âgée de 5 ans), résidente d'Alseda (sv), Småland, Suède, la famille s'est embarquée sur le Titanic aux fins de retourner aux États-Unis. Seule fille de la fratrie, elle est accompagnée de ses deux frères aînés : Oscar (1898), Clarence Gustaf Hugo (1902) ainsi que de son jumeau, Carl Edgar, et de son frère cadet, Edvin Rojj Félix (1909).
Demeurée très longtemps silencieuse au sujet du naufrage, partageant le chagrin de sa mère sur cette tragédie et évitant les médias, elle raconta néanmoins, lors d'une entrevue accordée en 1989, comment avec sa mère, son frère cadet, elle rejoignit le canot no 15 par un hublot. Elle rapporta qu'en grand tumulte, le canot fut descendu avant que tous les enfants puissent y trouver place (selon les archives, le canot avait une capacité de 64 personnes alors que 65 y étaient montées). Elle précisa que son père l’aida à grimper dans le canot et qu’elle le vit, ensuite, ainsi que trois de ses frères, rester sur le navire avant d'y périr.
Dans la confusion qui suivit le désastre, un journal de Worcester rapporta que monsieur et madame Asplund avaient été sauvés tous les deux ainsi que Clarence, Lillian et Félix, alors que Filip et Carl s’étaient noyés. Un article ultérieur disait que Selma et deux bébés avaient été recueillis dans un hôpital local et que M. Asplund et Clarence étaient apparemment dans un autre endroit. Un autre compte-rendu confirmait que ni Carl Sr. ni Clarence n’étaient parmi les survivants. Le corps de Carl Sr. fut retrouvé par le Mackay-Bennett et rapatrié à Worcester où il fut inhumé au All Faiths Cemetery.

## Après le naufrage
Lillian Asplund travailla comme secrétaire à Worcester et prit une retraite anticipée pour s’occuper de sa mère qui, n’ayant apparemment jamais surmonté l’épreuve du naufrage, meurt à l’anniversaire du naufrage en 1964. Lillian et son frère Félix (qui meurt en 1983) restèrent célibataires.
Lillian meurt chez elle à Shrewsbury à l’âge de 99 ans. Elle est enterrée au All Faiths Cemetery à Worcester, le 6 mai 2006, où son père fut inhumé en 1912.